# Зелений Гай (Рильський район)
Зелений Гай (рос. Зелёный Гай) — селище в Рильському районі Курської області Російської Федерації.
Населення становить 190 осіб. Входить до складу муніципального утворення Івановська сільрада.

## Історія
Населений пункт розташований на території українського етнічного та культурного краю Східна Слобожанщина.
Від 2004 року входить до складу муніципального утворення Івановська сільрада.

## Населення
| 2002 | 2010 |
| ---- | ---- |
| 227  | ↘190 |